# MH-65 海豚直升機
MH-65海豚救援直升機（英語：Dolphin)是一款基於歐直AS365海豚直升機研製的短程搜救直升機，它具有搜救以及空降作戰能力

## 發展

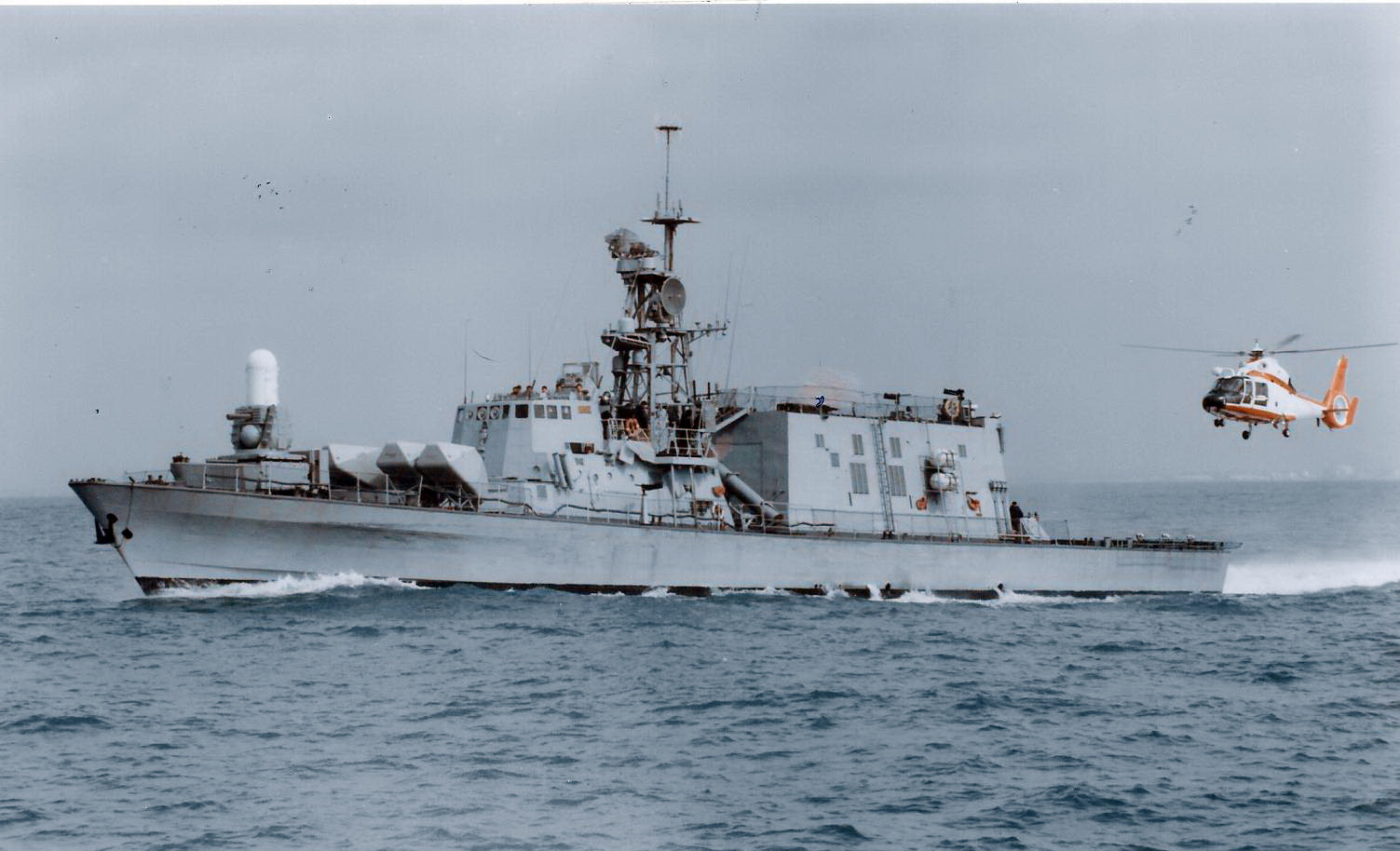
與SAAR-4/4.5系列飛彈快艇執行協同任務的以色列空軍HH-65

1979年，為取代老舊的HH-52海衛，美國海岸警衛隊開始尋找新款的短程搜救直升機，並選中歐直AS365海豚直升機。與HH-52不同的是，MH-65並不能水上降落。
HH-65用於國土安全巡邏、貨運、禁毒、破冰、軍事準備、污染控制以及搜救任務。HH-65以其自動駕駛功能而聞名，它可以完成無人輔助接近水面並使飛機進入穩定的50in(15m)懸停或自動飛行搜索模式，這種能力允許組員從事其他任務。一開始為了滿足美國本地法規，採用LTS101-750B-2發動機，但隨後因其動力不足而改用艾瑞爾2C2-CG發動機。

## 型號

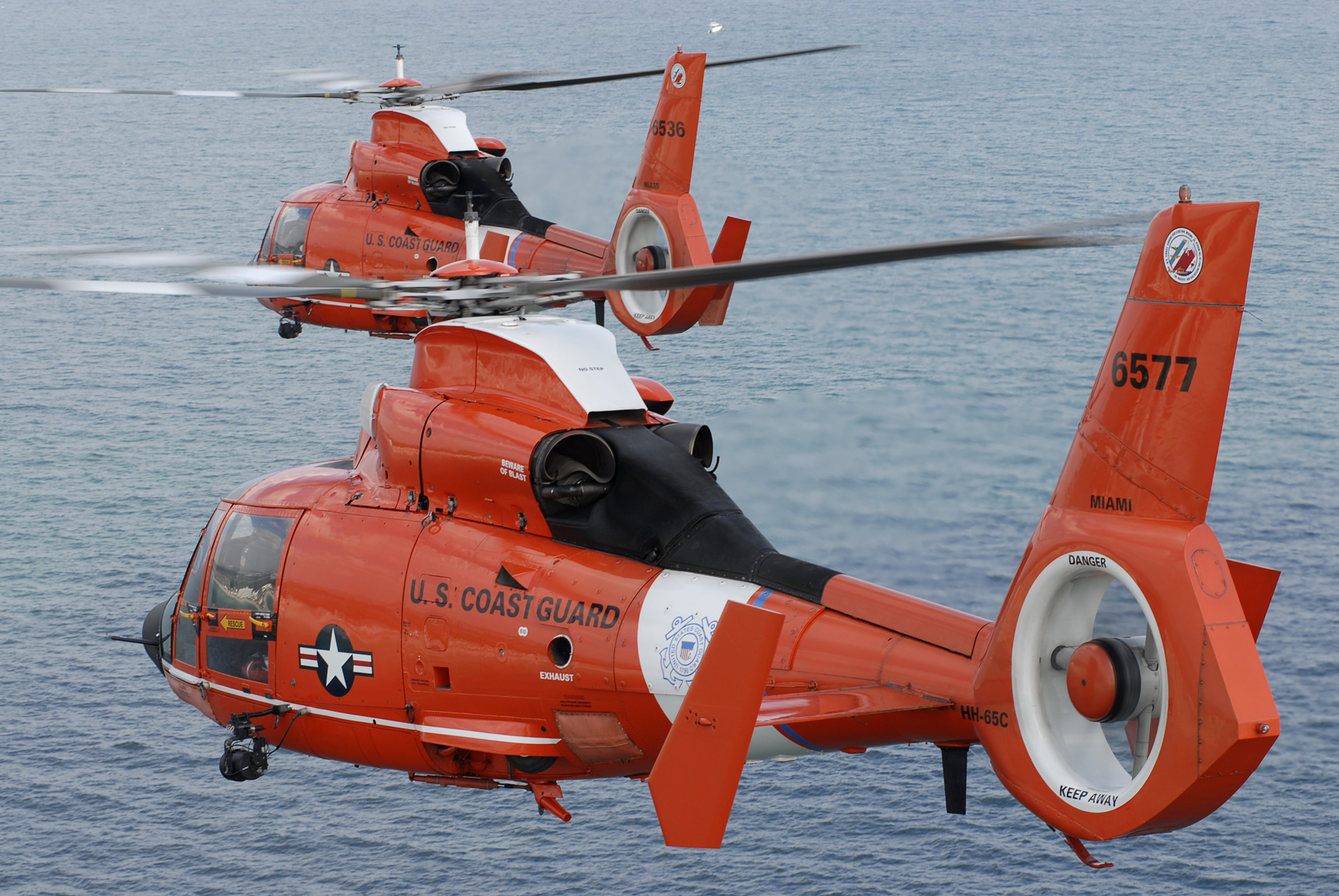
HH-65C

- HH-65A

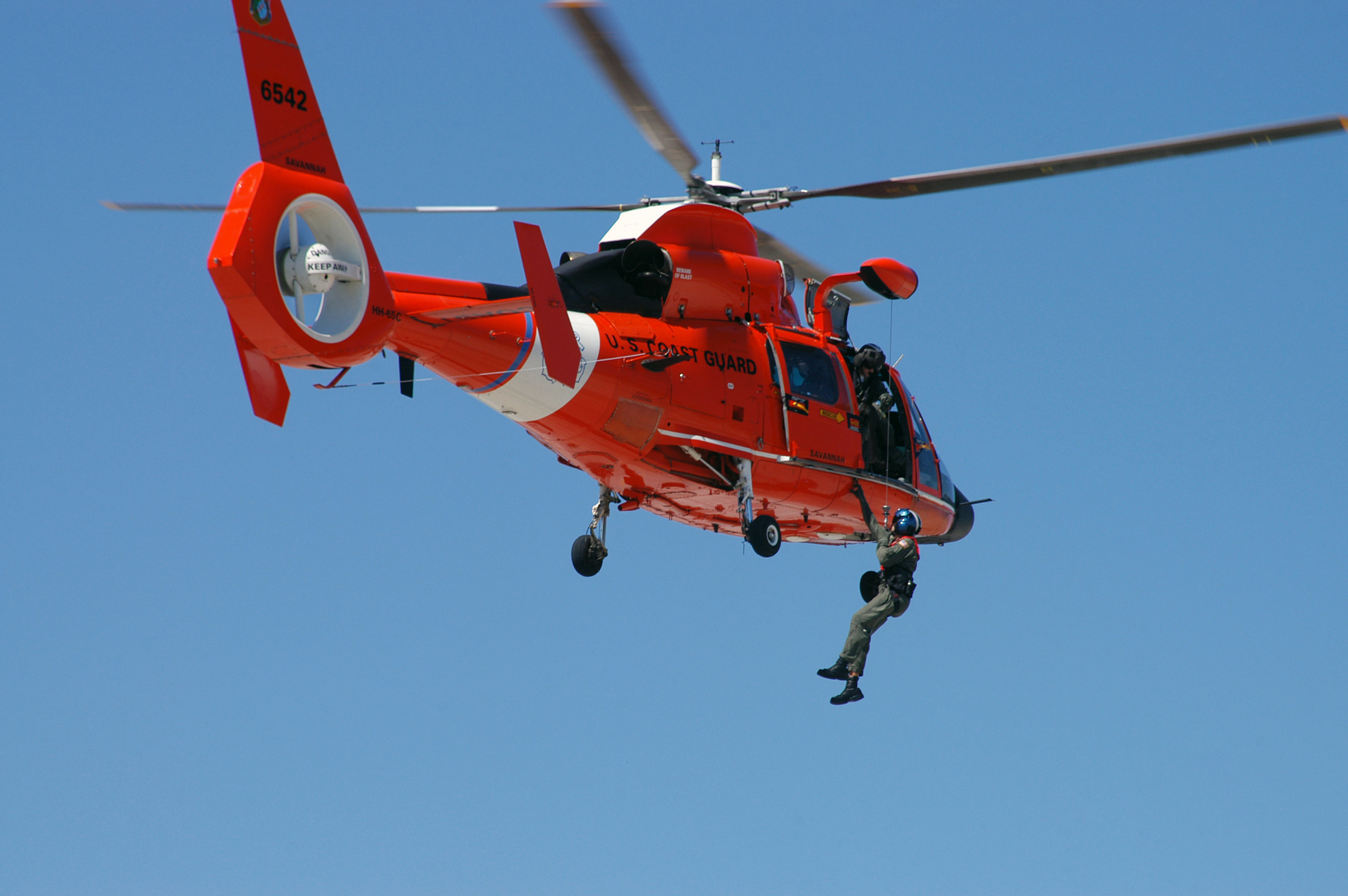
正在執行救援任務的MH-65

初始的版本，裝備２具LTS101-750B-2發動機。
- HH-65B

針對航電設備劑型升級的升級款。
- HH-65C

升級成艾瑞爾2C2-CG的HH-65A/B，並一同升級變速箱及電子設備艙。
- MH-65C

美國綜合深水系統計劃其中一項升級計畫，將HH-65C的葉片、航電設備升級，並有設置空降武力包(與HH-60T同款)，提供一定程度的空降作戰及反恐能力。
- MH-65D

升級後與美國國防部大部分直升機擁有相同的飛行導航系統。配備了霍尼韋爾HG7502雷達高度計、兩個霍尼韋爾H-764G EGI(嵌入式 GPS/慣性導航系統)和兩個羅克韋爾柯林斯的控制顯示單元CDU-7000D。
- MH-65E

採用數字“玻璃”駕駛艙儀器，即柯林斯航空系統的通用航空電子架構系統(英語：Common Avionics Architecture System)的升級版本。並採用數碼化自動駕駛系統及天氣雷達系統。

## 服役國家
- 以色列

以色列空軍(已退役)
- 美国

美國海岸警衛隊

## 外部連結
- HH-65 Depot Maintenance page 的存檔，存档日期4 March 2012. and Flight Training page on CoastGuardchannel.com
- Fatal Coast Guard crashes on check-six.com （页面存档备份，存于）

 （页面存档备份，存于）
 （页面存档备份，存于）